# Erik Johansson (fotbollsspelare född 1976)
Erik Johansson, född 18 maj 1976 i Göteborg, är en svensk före detta fotbollsspelare. Han spelade under sin karriär i Göteborgs FF, Örgryte IS,  Malmö FF, Hammarby IF och han har även spelat 14 landskamper i det svenska U21-landslaget. Han fick sitt smeknamn "Samba-Erik" efter en ettårig sejour i brasilianska CA Bragantino.

## Biografi
Erik Johansson började spela fotboll i Göteborgs FF och var klubbkamrat med bland andra Hans Blomqvist. 16 år gammal blev han under en fotbollsturnering vän med brasilianska spelare och bjöds över till Brasilien där han levde ett år och spelade fotboll. 
Tillbaka i Sverige debuterade Johansson i Örgrytes A-lag som 18-åring 1995. Hans bästa tid i Örgryte enligt honom själv följde under tränaren Erik Hamrén då han fick rollen som släpande forward bakom anfallsparet Marcus Allbäck och Johan Elmander. Örgryte tog överraskande SM-brons 1999. Han blev känd för sitt offensiva spel med dribblingar, kropps- och överstegsfinter. Men han blev även känd för ojämna prestationer på planen. Under karriären blev han den spelare i Allsvenskans historia som blivit inbytt flest gånger.
2002 tog Johansson SM-silver med Malmö FF. 2003 följde övergången till Hammarby där han spelade till 2006 då han avslutade spelarkarriären i och med att han inte fick förnyat kontrakt och skadat foten. 
Han var återkommande gästtränare i dokusåpa-laget FC Z. Sedan 2008 driver han en fotbollsskola i Stockholm. 2014 utsågs han till årets idrottsförebild av Friends.